# The One with the Lesbian Wedding
The One With the Lesbian Wedding es el undécimo episodio de la segunda temporada de la serie cómica de televisión Friends. Atrajo leve controversia y censuras como consecuencia de una representación del matrimonio entre personas del mismo sexo. El episodio salió al aire el 18 de enero de 1996.

## Argumento
La exesposa de Ross (Jane Sibbet), anuncia sus planes de casamiento con su pareja lesbiana Susan (Jessica Hecht); la hermana de Ross se encarga de la comida de la boda. Los padres de Carol se niegan a ir a la boda, dejando a Carol dudar de su decisión, pero Ross se encuentra en la posición de ser el que la anima a seguir adelante a pesar de su posición.
Joey hace su primera aparición en la novela Days of Our Lives como el Doctor Drake Ramoray.
Uno de los clientes de Phoebe, Rose Adelman, muere en la mesa de masajes y su espíritu se queda atascado en el de Phoebe.
Mientras tanto, la madre de Rachel, Sandra (Marlo Thomas), hace una decisión importante de su vida después de ver como Rachel ha aprendido a valerse por sí misma: ella se divorciará del padre de Rachel.

## Recepción
Como resultado de su retrato de una pareja de lesbianas contrayendo matrimonio, el episodio atrajo cierta controversia en los Estados Unidos. Dos afiliados a la red se negaron a emitir el episodio - KJAC-TV en Port Arthur, Texas y WLIO en Lima, Ohio - citando el contenido como desagradable, aunque la decisión llamó un poco a la prensa, en parte debido al pequeño tamaño de los mercados en cuestión. Grupos gay y lésbicos - notablemente GLAAD - denunciaron la censura del episodio. Mientras que el episodio era una de las principales representaciones del matrimonio gay en televisión en Estados Unidos, fue el segundo matrimonio gay en un sitcom en esa temporada; el show Roseanne había emitido un episodio justo cinco semanas antes llamado "December Bride", en que el personaje coordinaba una boda para su compañero de trabajo, León, y su pareja, Scott. The New York Times afirmó: "La gran noticia de la boda en Friends fue que casi no fue noticia para nada." Sin embargo, el hecho de que la boda de Carol y Susan fue oficiada por Candace Gingrich, un activista de derechos de gay y hermana del conservador Congresista Newt Gingrich, hizo sacar alguna atención de los medios, ya que el castingo fue percibido como un comentario en la Fiesta Republicana de los derechos anti-gay y la plataforma con el "Contrato con América". Un escritor de Associated Press señaló en un artículo esa semana que la ceremonia no incluye un beso por los recién casados, incluyendo el episodio como parte de una tendencia de retratos de personajes gay y no tocando la controversia por evitar o reducir al mínmo contacto físico.
El episodio fue el programa más alto en la televisión por la semana con 31.6 millones de espectadores.  De acuerdo con Marta Kauffman, NBC esperaba miles y miles de llamadas telefónicas y 'mensajes de correo electrónico de odio' pero en realidad sólo recibió cuatro quejas por teléfono.